# Scituloglaucytes brandti
Scituloglaucytes brandti är en skalbaggsart som först beskrevs av J. Linsley Gressitt 1959.  Scituloglaucytes brandti ingår i släktet Scituloglaucytes och familjen långhorningar. Inga underarter finns listade i Catalogue of Life.